# Conchylia rhabdocampa
Conchylia rhabdocampa är en fjärilsart som beskrevs av Louis Beethoven Prout 1935. Conchylia rhabdocampa ingår i släktet Conchylia och familjen mätare. Inga underarter finns listade i Catalogue of Life.